# Ареплог (община)
Община Ареплог (на шведски: Arjeplogs kommun) е разположена в лен Норботен, северна Швеция с обща площ 14 595 km2 и население 2980 души (към 31 декември 2013). Административен център на община Ареплог е едноименният град Ареплог.